# Ividella navisa
Ividella navisa är en snäckart som först beskrevs av Dall och Bartsch 1907.  Ividella navisa ingår i släktet Ividella och familjen Pyramidellidae. Inga underarter finns listade i Catalogue of Life.

## Bildgalleri

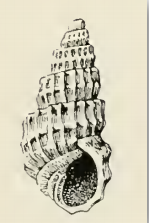
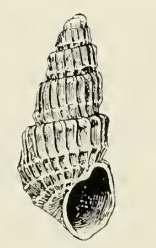